# 迷笛音乐节

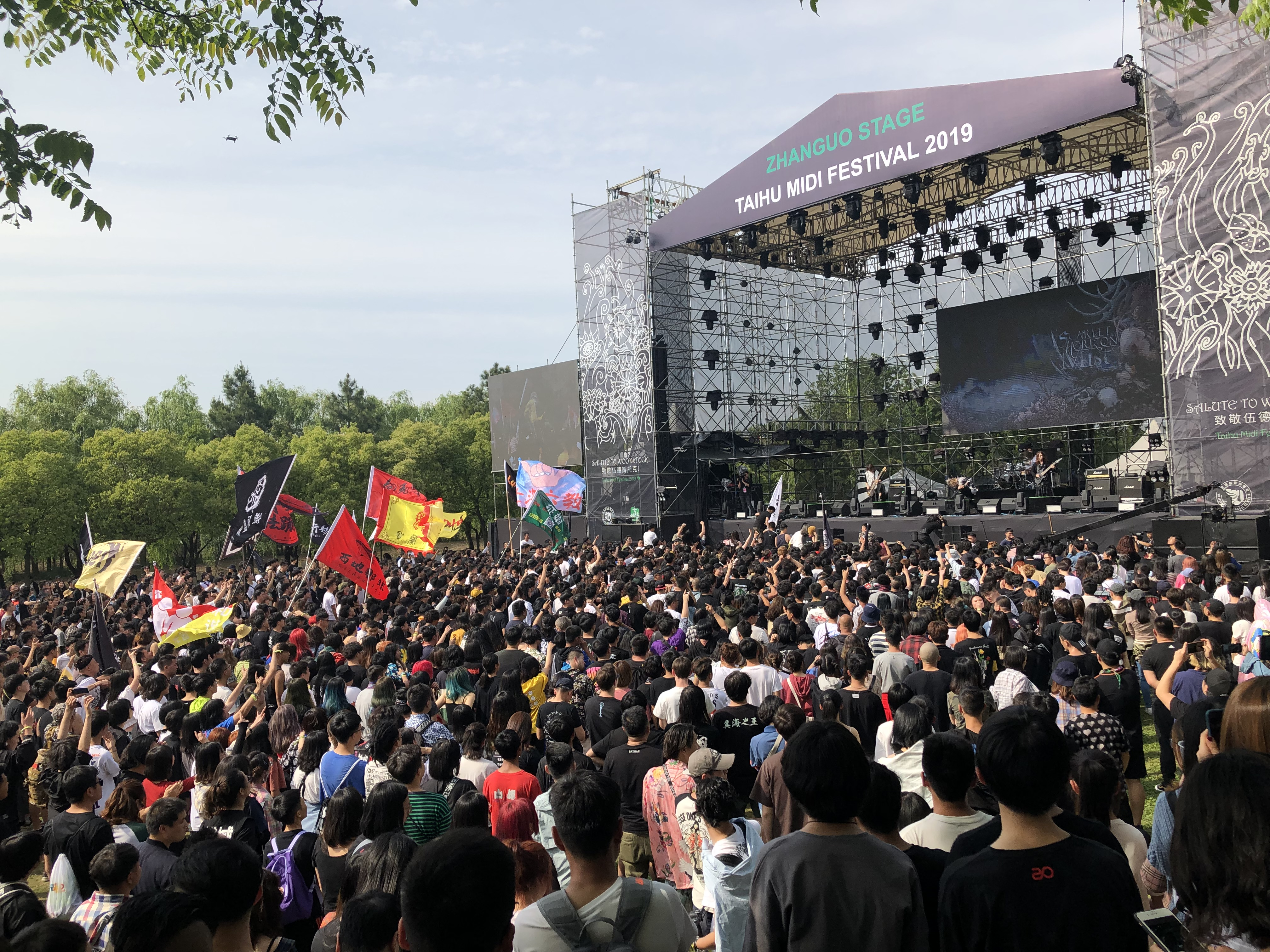
2019年苏州太湖迷笛音乐节

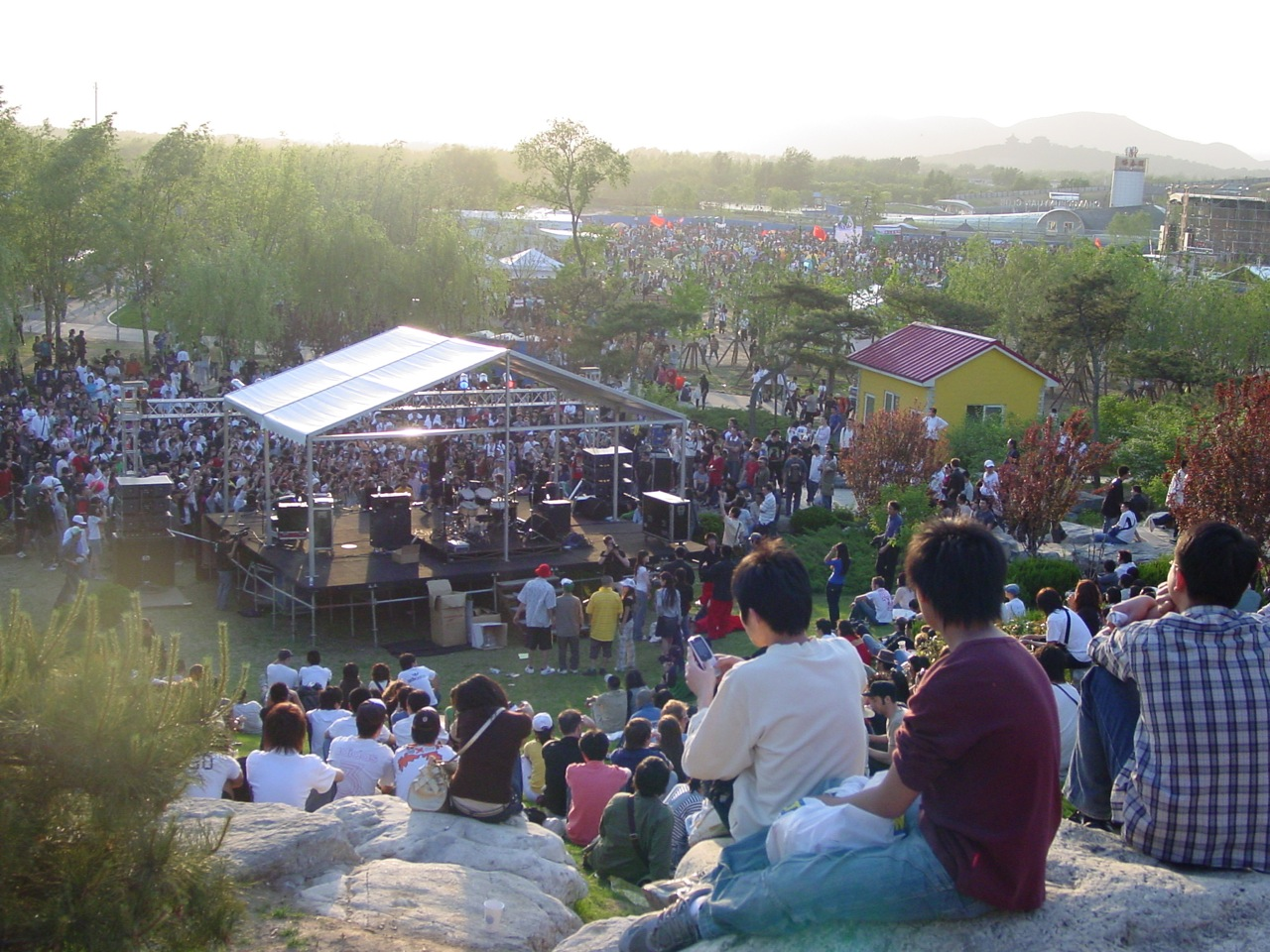
2007年的迷笛音乐节

迷笛音乐节，是中国大陆的一個摇滚音乐节。始于2000年由北京迷笛音乐学校创办，每年的五月或十月，中国大陆各地的摇滚乐队便聚到北京，参加一年一度的迷笛音乐节。2004年10月1日至4日在北京国际雕塑公园40,000平米的露天广场上举行的迷笛音乐节创下了八万人的纪录，2005年3月发行了此次音乐节现场DVD，是音乐节第一次发行，也是中国大陆第一套摇滚现场DVD。
2000年4月30日-5月1日，第一届迷笛音乐节在迷笛学校大礼堂举行。2001年5月1日-2日，在迷笛学校大礼堂举行了第二届迷笛音乐节。2002年5月1日-3日，第三届迷笛音乐节在北京迷笛音乐学校举行。2003年10月1日-3日，因“非典”推迟举办的第四届迷笛音乐节在秋天举行，43支中外乐队全部义务演出，每天，迷笛校园里的热情观众达5000人。2004年10月1日-4日，第五届迷笛音乐节在北京国际雕塑公园举行。2017年12月30日至12月31日，在深圳举行迷笛新年音乐节。2018年4月21日至4月22日，在钦州举行北部湾迷笛音乐节。2018年4月28日至5月1日，在苏州举行太湖迷笛音乐节。2018年5月1日晚至5月4日，在苏州举行太湖迷笛音乐节。

## 迷笛营文化
迷笛营区是迷笛音乐节最具特色的一部分，这源于迷笛20多年的持久影响力。新世纪初的摇滚乐迷普遍思想先进开放，有着纯粹的音乐信仰，他们向往自由、民主、平等博爱，向往无政府主义乌托邦生活。营区漫布浪漫主义气息，只需一罐啤酒，一袋小吃，便会在帐篷前欢乐歌唱成为朋友。有时乐手在晚上也会潜入迷笛营，与乐迷开怀畅饮、谈天说地，毫无距离。而这种精神文化也在那时形成并慢慢传承下来，并影响到今日，成为中国音乐节里最宝贵的文化财富。

## 迷笛音乐节重要事件
- 2019年5月2日晚，第十届中国摇滚迷笛奖 把年度最佳颁发给了受政府打压的李志。由此5月3日苏州文化局率大批警察保安进入迷笛音乐节表演区以及迷笛营，搜查“行为不端”文化衫以及各种旗帜，乐迷被无端拘禁没收物品财务。当各种旗帜均无法带入，大批警察聚集在舞台附近，迷笛营的言论与自由受到空前打压，乐迷大为不满，纷纷高唱李志的歌曲表达自己的不满。
- 2019年9月10日，传苏州太湖迷笛营开始被拆除。
- 2023年4月29日现场出现推特“李老师不是你老师”旗帜。[來源請求]
- 2023年10月3日，南阳迷笛音乐节闭幕后发生大规模盗窃事件，上至79张身份证、10部电脑手机，下到帐篷、内衣裤在内的大量财物被附近村民盗走，官方称之为“不慎拾遗”。[1]音乐节组委会称，已抓获部分盗窃者。[2]